# 鈴木健吾 (農学者)
鈴木 健吾（すずき けんご、1979年 - ）は、ミドリムシ（学名：ユーグレナ）の研究・生産を行うバイオベンチャー企業株式会社ユーグレナの執行役員研究開発担当である。また、理化学研究所の微細藻類生産制御技術研究チームの研究責任者、マレーシア工科大学の客員教授、東北大学の特任教授を兼任。

## 経歴
2003年、東京大学農学部生物システム工学専修卒業。
2005年、株式会社ユーグレナ取締役就任。
2006年、東京大学大学院農学生命科学研究科修士課程修了。
2016年、東京大学大学院にて博士（農学）学位取得。
2018年、理化学研究所微細藻類生産制御技術研究チームチームリーダー就任（現任）。株式会社ユーグレナ執行役員研究開発担当就任。
2019年、北里大学大学院にて博士（医学）学位取得。マレーシア工科大学マレーシア日本国際工科院客員教授就任（現任）。東北大学未来型医療創造卓越大学院プログラム特任教授就任（現任）

## 著書
- 『ミドリムシ博士の超・起業思考 ユーグレナ最強の研究者が語る世界の変え方』（2021年4月16日、日経BP ） ISBN 978-4296107674